# 네온 히치
네온 히치(Neon Hitch, 1986년 5월 25일 ~ )는 잉글랜드의 싱어송라이터이다. 킹스턴어폰템스 출신으로 노팅엄으로 옮겨가 생활했으며, 어렸을 적에 집이 불에 타 캐러밴 생활을 하며 아르샤오 서커스에서 활동하기도 했다. 이후 마이크 스키너, 테드 메이헴의 음반 회사에 소속되었으며, 2007년 이후 베니 블랑코에 의해 발탁되어 워너 브라더스 레코드에 들어갔다.